# CamStudio
CamStudio – otwartoźródłowy program do zapisywania zdarzeń prezentowanych na ekranie komputera. Umożliwia m.in. nagrywanie prezentacji i samouczków wideo.
Oprócz przechwytywania ekranu aplikacja pozwala także na zapisywanie dźwięku, również z mikrofonu (np. komentarza do demonstrowanych czynności). Wyjściowy materiał audio-wideo można zapisać w postaci pliku AVI lub przekonwertować do formatu Flash Video (SWF).
Pierwsza wersja programu została wydana 21 października 2001.